# 格斯萊斯萬德山
46°58′45″N 12°17′43″E / 46.97917°N 12.29528°E

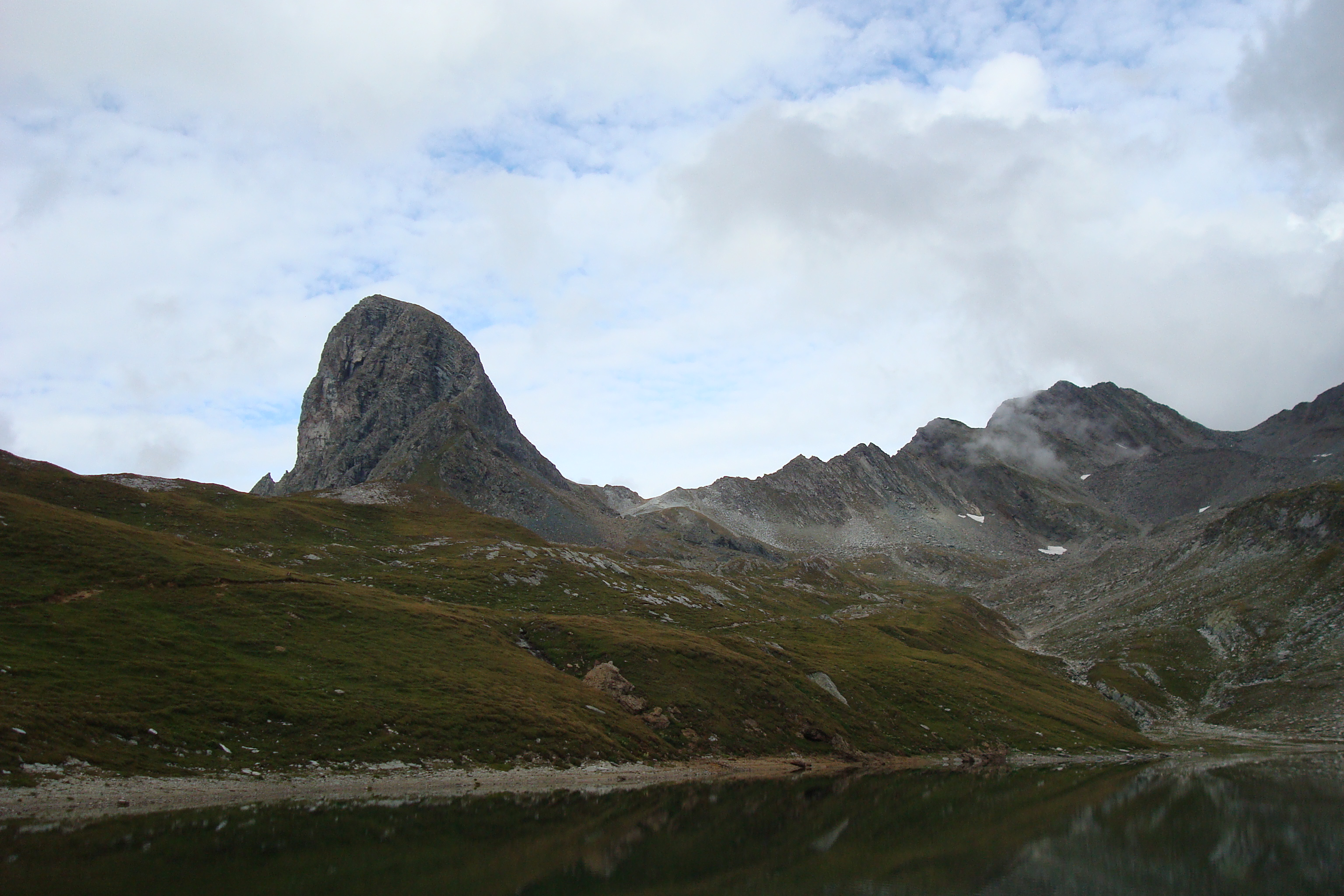

格斯萊斯萬德山（德語：Gösleswand），是奧地利的山峰，位於該國西部，由蒂羅爾州負責管轄，屬於維內迪傑山脈的一部分，海拔高度2,912米，每年平均降雨量1,874毫米。